# 自抗扰控制
自抗扰控制（英語：Active Disturbance Rejection Control、，簡稱ADRC）是由中国科学院的韩京清吸收工程中比例积分微分控制（PID控制），并独立于复杂数学模型提出了一种应对非线性，不确定性和扰动的控制方法。自抗扰控制继承了传统PID控制的优势：误差反馈控制，并且改进了PID控制中的缺点：误差提取法和加权误差。

## 自抗扰控制器组成部分
自抗扰控制器主要由三部分组成：跟踪微分器(Tracking differentiator)，扩展状态观测器 (Extended state observer) 和非线性组合PID(Nonlinear PID)。

### 跟踪微分器
跟踪微分器解决了快速性和超调之间的矛盾关系，并且提高了调节器应对噪声污染的能力，增强鲁棒性。跟踪微分器的收敛性由的由郭宝珠和他的学生赵志良证明。

### 扩展状态观测器
普通状态观测器只观测系统状态，扩展状态观测器还估计外部扰动和未知模型的系统状态。所以此项技术不过于依赖数学模型。

### 非线性组合PID
这部分类似PID的反馈控制，自抗扰是基于非线性状态误差反馈控制，所以韩京清称之为非线性PID。也有人称之为：基于（扩展）状态观测器的反馈控制。

## 引用
1. ↑  Su, Yu Xin; Zheng, Chun Hong; Duan, Bao Yan. . IEEE Transactions on Industrial Electronics (IEEE). 2005-05-31, 52 (3): 814–823  [2024-01-16]. doi:10.1109/TIE.2005.847583. （原始内容存档于2017-09-25） （英语）.
2. 1 2  韩, 京清. . 控制工程. 2002, (2002(3)): 13-18. （原始内容存档于2018-11-13） （中文（中国大陆））.
3. ↑  ，Guo B Z, Zhao Z L. On convergence of the nonlinear active disturbance rejection control for MIMO systems[J]. SIAM Journal on Control and Optimization, 2013, 51(2): 1727-1757.